# Wroczeń
Wroczeń (daw. Wrocień) – zalesione wzgórze na Pogórzu Dynowskim pomiędzy Wsiami Falejówka i Pakoszówka  charakteryzujące się regularnym stożkowym kształtem wznoszącym się ok. 200 m nad poziom tych wiosek. Wysokość to zależnie od źródeł od 498 do 504 m n.p.m. Z północnych stoków tego wzgórza wypływa Stobnica.

## Historia
Pod wzgórzem Wroczeń istniało źródło siarczane, należące do Stanisława Słoneckiego z Jurowiec, z którego woda przed 1939 była używana przy dolegliwościach reumatycznych.

## Archeologia
Na zboczu wzgórza po stronie wsi Pakoszówka znajduje się cmentarzysko z okresu wpływów rzymskich należące do zespołu kultury przeworskiej. Jest to niewielka nekropolia wandalskich Hasdingów przebadana archeologicznie w latach 2015-2017. Na cmentarzysku ciałopalnym archeolodzy z Instytutu Archeologii Uniwersytetu Krakowskiego oraz Muzeum Historycznego w Sanoku odnaleźli pozostałości urn popielnicowych wraz z wyposażeniem grobowym, są to m.in. miecze rzymskie, groty włóczni oraz umba. Cmentarz oddalony jest 15 km od cmentarza Wandalów w Prusieku.